# Jan Karol Wittelsbach (Pfalz-Gelnhausen)
Jan Karol Wittelsbach (ur. 17 października 1638 w Haguenau  – zm. 21 lutego 1704 w Gelnhausen) – hrabia palatyn i książę Palatynatu-Gelnhausen.
Syn księcia Christiana I Wittelsbacha i Magdaleny Wittelsbach. Jego dziadkami byli: Karol Wittelsbach i Dorota Braunschweig-Lüneburg oraz Jan II Wittelsbach i Katarzyna de Rohan.
30 maja 1685 roku ożenił się z Zofią Amalią Wittelsbach (1646-1695), córką Fryderyka Wittelsbacha księcia Palatynatu-Zweibrücken-Veldenz i Anny Juliany księżniczki Nassau-Saarbrücken. Para miała jedna córkę Julianę Magdalenę (1686-1720), która w 1074 roku wyszła za mąż za księcia Joachima Fryderyka księcia Schleswig-Holstein-Plön.
Po śmierci pierwszej żony ożenił się 28 lipca 1696 z Esterą Marią Witzleben (1665-1725). W związku z tym, że było to małżeństwo morganatyczne zdecydował się na podpisanie z bratem Christianem umowy dziedziczenia. Jednak zmarł przed jej podpisaniem. Żona walczyła przed sądem cesarstwa (Reichshofrat) o możliwość dziedziczenia po mężu oraz o spadek dla dzieci.
Dzieci Jana Karola i Estery Marii:
- Fryderyk Bernard (1697-1739)
- Jan (1698-1780)
- Wilhelm (1701-1760) - feldmarszałek
- Katarzyna Charlotta (1699-1785)
- Zofia Maria (1702-1761)

Informacja o Janie Karolu Wittelsbachu